# Ben Broeders
Ben Broeders (Leuven, 21 juni 1995) is een Belgische atleet, die gespecialiseerd is in het polsstokhoogspringen. Hij veroverde tien Belgische titels en nam tweemaal deel aan de Olympische Spelen.

## Biografie
Broeders veroverde in 2014 de Belgische indoortitel in het polsstokhoogspringen. Hij nam dat jaar ook deel aan de wereldkampioenschappen voor junioren in Eugene, waar hij werd uitgeschakeld in de kwalificaties. Het jaar nadien werd hij opnieuw Belgisch indoorkampioen en nam hij deel aan de Europese kampioenschappen voor beloften (U23). Hij werd er negende.
Begin 2016 werd hij opnieuw Belgisch indoorkampioen met een persoonlijk record van 5,45 m. Op de Vlaamse kampioenschappen sprong hij 5,61 hoog en behaalde hiermee het minimum voor deelname aan de Europese kampioenschappen. Op deze Europese kampioenschappen in Amsterdam werd hij vierde in de finale van het polsstokspringen.
In 2017 werd Broeders in Bydgoszcz Europees kampioen U23. Het jaar nadien wist hij zich opnieuw te plaatsen voor de EK in Berlijn. Hij kon zich niet plaatsen voor de finale.
Op 22 juni 2019 kon hij zich in Zweibrücken met een persoonlijk record van 5,71 m plaatsen voor de wereldkampioenschappen later dat jaar in Doha. Een week later deed hij het nog vijf centimeter beter en verbeterde hierbij het Belgische record van Arnaud Art tot 5,76 m.
Op 29 januari 2020 verbeterde Broeders in het Duitse Cottbus ook het Belgische record indoor tot 5,75 m. Dit record werd eerder gedeeld door Thibaut Duval en Kevin Rans, die beiden over 5,70 m sprongen. Enkele weken later verbeterde hij het record tot 5,80 m. Met deze prestatie voldeed hij aan het minimum voor deelname aan de Olympische Spelen later dat jaar in Tokio. Enkele dagen later evenaarde hij in Clermond-Ferrand dit record.
Broeders is aangesloten bij Daring Club Leuven Atletiek. Daarnaast komt hij ook uit voor het Nederlandse Rotterdam Atletiek. 
Broeders heeft sinds 2021 een relatie met de Nederlandse atlete Femke Bol. Op 2 juli 2025 meldde het stel via Instagram dat ze zich hadden verloofd.

## Kampioenschappen

### Internationale kampioenschappen
| Onderdeel            | Titel                 | Jaar |
| -------------------- | --------------------- | ---- |
| polsstokhoogspringen | Europees kampioen U23 | 2017 |

### Belgische kampioenschappen
Outdoor
| Onderdeel            | Jaar                   |
| -------------------- | ---------------------- |
| polsstokhoogspringen | 2019, 2020, 2022, 2024 |

Indoor
| Onderdeel            | Jaar                               |
| -------------------- | ---------------------------------- |
| polsstokhoogspringen | 2014, 2015, 2016, 2019, 2023, 2025 |

## Persoonlijke records
Outdoor
| Onderdeel            | Prestatie   | Datum        | Plaats |
| -------------------- | ----------- | ------------ | ------ |
| polsstokhoogspringen | 5,85 m (NR) | 11 juni 2022 | Merzig |

Indoor
| Onderdeel            | Prestatie   | Datum           | Plaats |
| -------------------- | ----------- | --------------- | ------ |
| polsstokhoogspringen | 5,82 m (NR) | 8 februari 2023 | Toruń  |

## Palmares
polsstokhoogspringen
- 2013:  BK indoor AC – 4,60 m
- 2013:  BK AC – 4,90 m
- 2014:  BK indoor AC – 5,00 m
- 2014: 20e kwal. WK junioren (U20) in Eugene – 5,00 m
- 2015:  BK indoor AC – 5,00 m
- 2015:  BK AC – 5,20 m
- 2015: 9e EK U23 in Tallinn – 5,20 m
- 2016:  BK indoor AC – 5,45 m
- 2016: 4e EK in Amsterdam – 5,50 m
- 2017:  BK AC – 5,45 m
- 2017:  EK U23 in Bydgoszcz – 5,60 m
- 2018:  BK indoor AC – 5,30 m
- 2018:  BK AC – 5,30 m
- 2019:  BK indoor AC – 5,30 m
- 2019:  BK AC – 5,51 m
- 2020:  BK AC – 5,60 m
- 2021: 18e kwal. OS in Tokio – 5,65 m
- 2022: 5e WK indoor – 5,75 m
- 2022:  BK AC – 5,75 m
- 2022: 11e WK – 5,70 m (in kwal. 5,75 m)
- 2022: 7e in kwal. EK – 5,50 m
- 2023:  BK indoor AC - 5,80 m
- 2024: 13e EK in Rome - 5,50 m
- 2024:  BK AC – 5,65 m
- 2024: 4e in kwal. OS - 5,60 m
- 2025:  BK indoor AC - 5,40 m
- 2025: 5e EK indoor – 5,70 m

Diamond League-resultaten
- 2022: 4e Bislett Games - 5,60 m
- 2022:  Meeting de Paris - 5,80 m
- 2022: 5e Athletissima - 5,70 m
- 2022: 5e Weltklasse Zürich - 5,72 m
- 2023: 4e Stockholm Bauhaus Athletics - 5,72 m
- 2024: 7e Weltklasse Zürich - 5,42 m
- 2025: 4e Diamond League Xiamen - 5,72 m
- 2025: 7e Yangtze River Delta Athletics Diamond Gala - 5,72 m
- 2025: 9e Bislett Games - 5,40 m
- 2025: 8e Herculis - 5,62 m
- 2025: 7e Athletissima - 5,62 m

## Onderscheidingen
- 2016: Gouden Spike voor beloften (trofee voor beste Belgische belofte (U23) van het jaar)